# Flaming różowy
Flaming różowy (Phoenicopterus roseus) – gatunek dużego ptaka brodzącego z rodziny flamingów (Phoenicopteridae). Występuje w Afryce oraz plamowo od południowej Europy po środkową i południową Azję. Nie jest zagrożony wyginięciem.

## Systematyka
Jest to gatunek monotypowy. Dopiero od niedawna posiada status gatunku (decyzjami europejskich komisji taksonomicznych, np. Knox et al., 2002), wcześniej był uznawany za podgatunek flaminga karmazynowego, jako Phoenicopterus ruber roseus.

## Występowanie
Najbardziej rozpowszechniony gatunek flaminga – zamieszkujący wyspowo Afrykę na południe od Sahary (w tym Madagaskar), baseny Morza Śródziemnego (z dużą koncentracją na lagunie w Camargue we Francji, w Hiszpanii, w Turcji i w znacznej liczbie biotopów Grecji) i Morza Czarnego, a także w Azji Środkowej, na Bliskim Wschodzie oraz w Pakistanie, Indiach i na Cejlonie. Jest częściowo wędrownym gatunkiem. Całkowity zasięg występowania szacowany na 5 060 000 km².
Choć nie jest kojarzony z polską awifauną, to do Polski zalatuje sporadycznie – odnotowano około 10 stwierdzeń. Część obserwowanych ptaków zapewne pochodzi z niewoli – ogrodów zoologicznych i prywatnych hodowli (ocenia się jednak, że pozostałe powinny być dzikimi ptakami). Spotyka się zwykle pojedyncze osobniki, kiedyś również napotykano grupy składające się z 4 flamingów. Widywano je od drugiej połowy kwietnia do końca grudnia, choć najczęściej miało to miejsce jesienią. Ostatnie pojawienie się flaminga różowego odnotowano latem w 2006 roku w Dolinie Nidy (woj. świętokrzyskie).

## Cechy gatunku

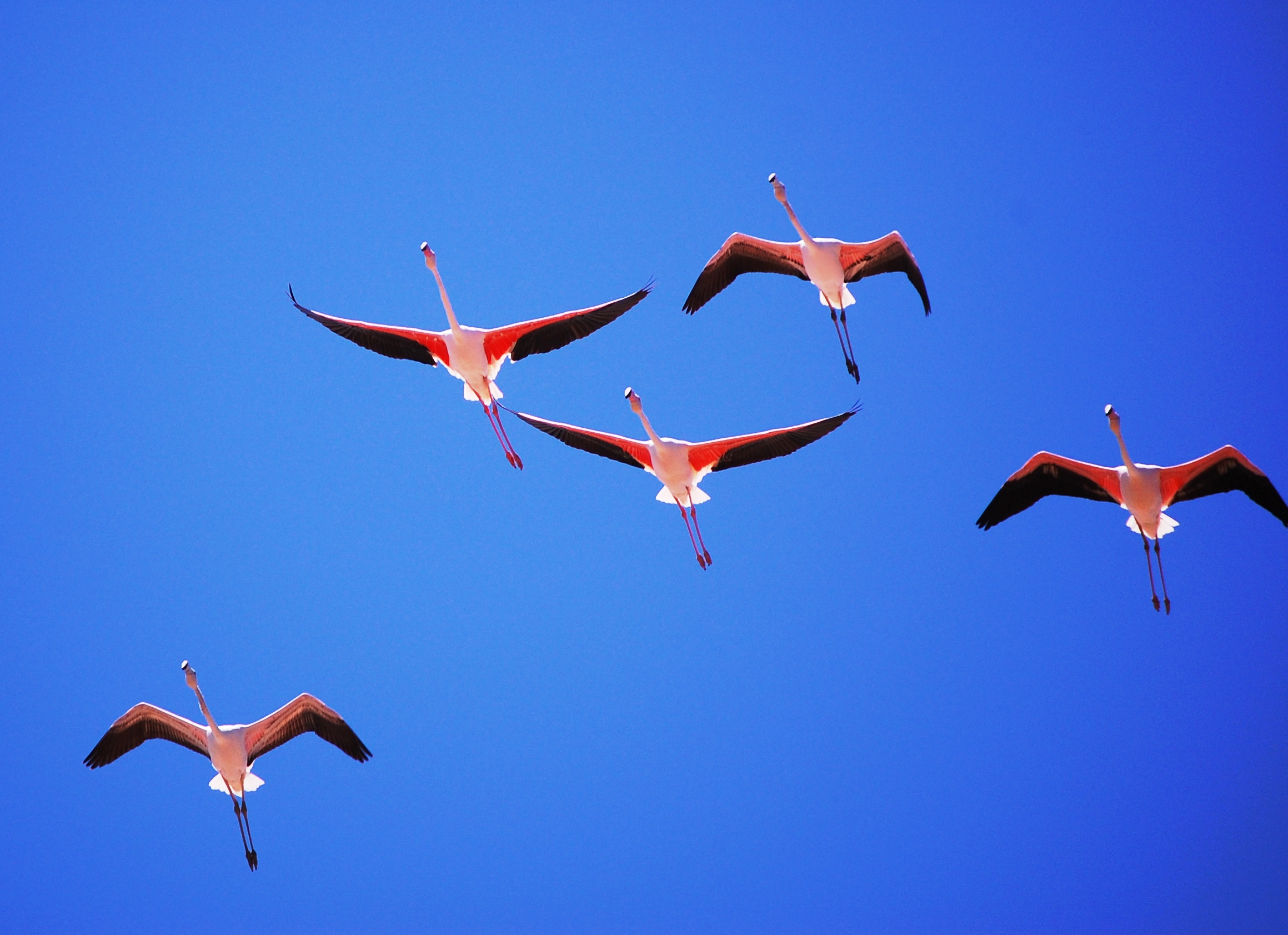
W locie flamingi mają wyprostowaną szyję i nogi

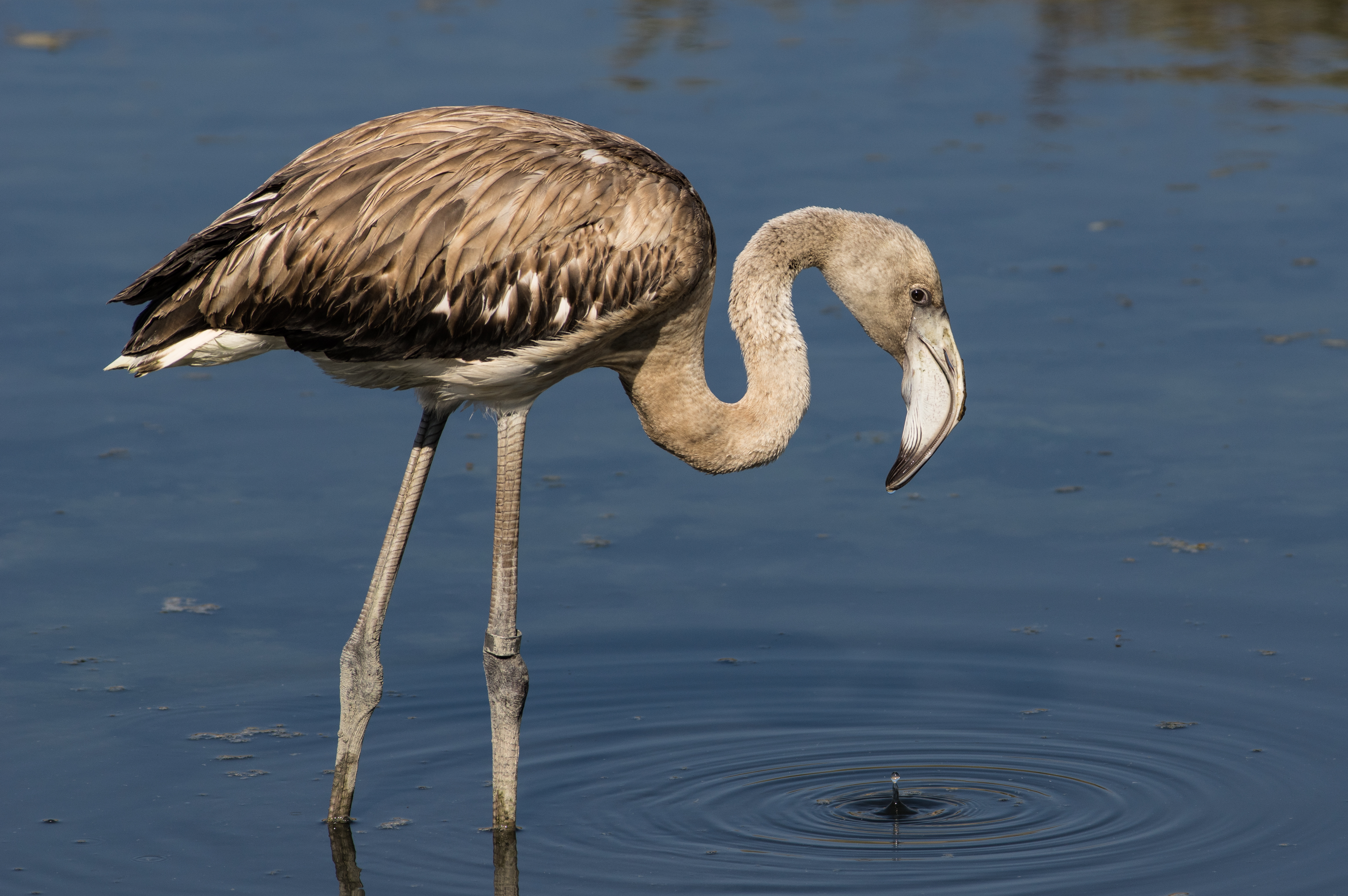
Osobnik młodociany

Długość ciała ok. 120–150 cm, masa ciała 2,5–3,5 kg, rozpiętość skrzydeł 140–165 cm.
Elegancki wygląd zawdzięcza smukłej sylwetce i stonowanemu ubarwieniu. Brak wyraźnego dymorfizmu płciowego, choć samce są nieco większe od samic. Upierzenie białe z różowawym nalotem (w niewoli jest często wyblakły), jaśniejsze niż u flaminga P. ruber, jedynie skrzydła czerwone z czarnymi lotkami (dobrze widoczne w locie). Nogi i dziób różowe, koniec charakterystycznie zagiętego dzioba jest czarny. W porównaniu z innymi przedstawicielami rodziny dziób wygięty pod mniejszym kątem. Esowato wygięta szyja, podobnie jak nogi, jest długa. Przednie palce u nóg ma spięte błoną pławną. W locie ma wyciągniętą szyję i nogi. Wydaje gdaczący i trąbiący dźwięk, przypominający odgłosy gęsi.

Młode ptaki są szarobrązowe, a od spodu białawe.

## Biotop
Wody o różnym stopniu zasolenia: od słodkich przez słonawe po bardzo słone. Płytkie jeziora, laguny, delty rzek.

## Lęgi

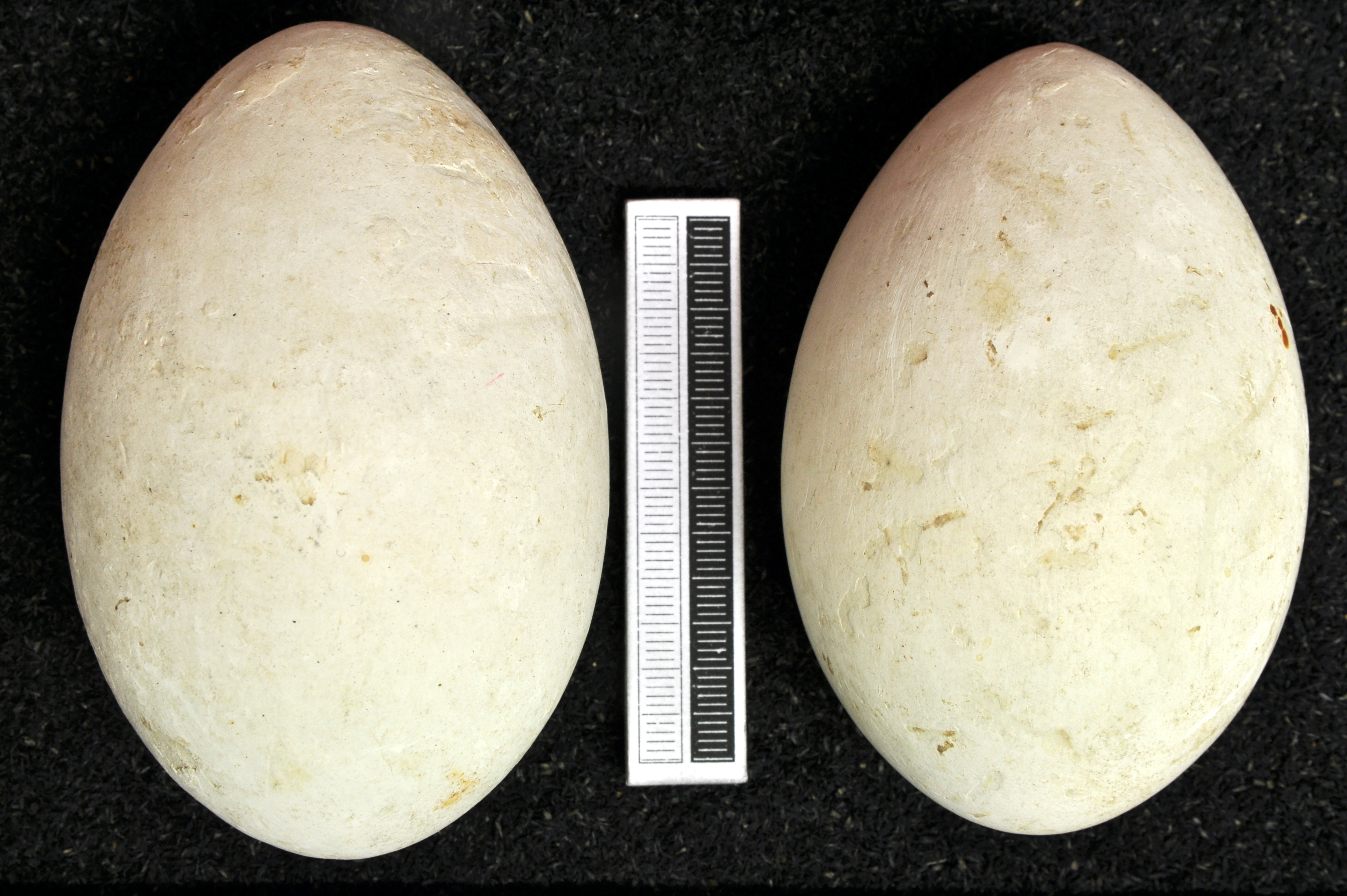
Jaja z kolekcji muzealnej

Gniazduje w wielkich i gęstych koloniach do 20 000 par (dawniej sporadycznie do 200 000 par).

### Toki
W okresie godów czerwone zabarwienie piór jest najintensywniejsze. Barwy pełnią rolę sygnału w trakcie widowiskowych grupowych zachowań tokowych. Stawiając długie kroki, flamingi przechodzą obok siebie i prezentują swe czerwone pióra, rozkładając i składając skrzydła.

### Gniazdo
Z mułu w formie ściętego stożka (kopca) z zagłębieniem na szczycie zbudowanego z błota, piasku, kuleczek osadu lub drobnych kamieni na brzegu lub w obrębie płytkiej wody.

### Jaja
W ciągu roku wyprowadza jeden lęg, składając w marcu – kwietniu jedno (rzadko dwa) jajo. Pomimo to nie każdego roku przystępuje do lęgów, nawet na regularnie zajmowanych stanowiskach.

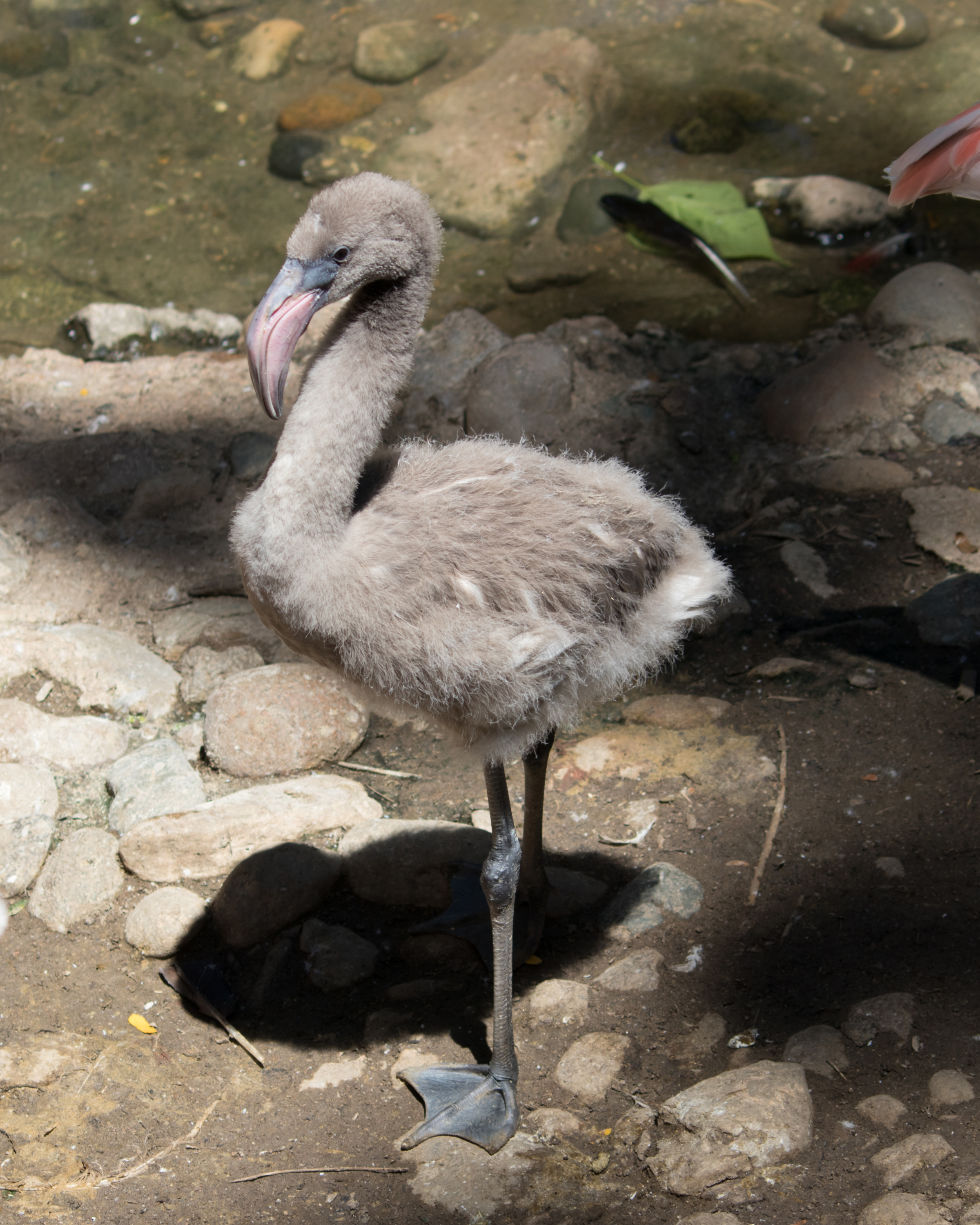
Pisklę

### Wysiadywanie i pisklęta
Jedno jajo jest wysiadywane przez okres około 28–32 dni przez obydwoje rodziców. Pisklęta opuszczają gniazdo po około 10 dniach, lecz ich dziób jeszcze nie ma odpowiedniego kształtu do filtracji i są karmione przez rodziców wysokobiałkową wydzieliną z wola, tzw. ptasim mleczkiem (tak jak u gołębi, choć ze względu na dużą liczbę czerwonych krwinek ma czerwoną barwę). Usamodzielniają się po około 70 dniach. Pisklęta po opuszczeniu gniazd gromadzą się w żłobki, składające się z ptaków o zbliżonym wieku. Po miesiącu od wyklucia potrafią już samodzielnie zdobywać pokarm, ale rodzice dokarmiają je, aż staną się lotne (następuje to zwykle najwcześniej po kolejnych 5 tygodniach). W 6. tygodniu życia młode mają wykształcony dziób w ostatecznej formie i funkcji. Zazwyczaj maksymalna długość życia wynosi 33 lata, zaś w niewoli 44 lata, najstarszym znanym flamingiem tego gatunku był Greater, który zmarł w wieku ponad 80 lat.

## Pożywienie

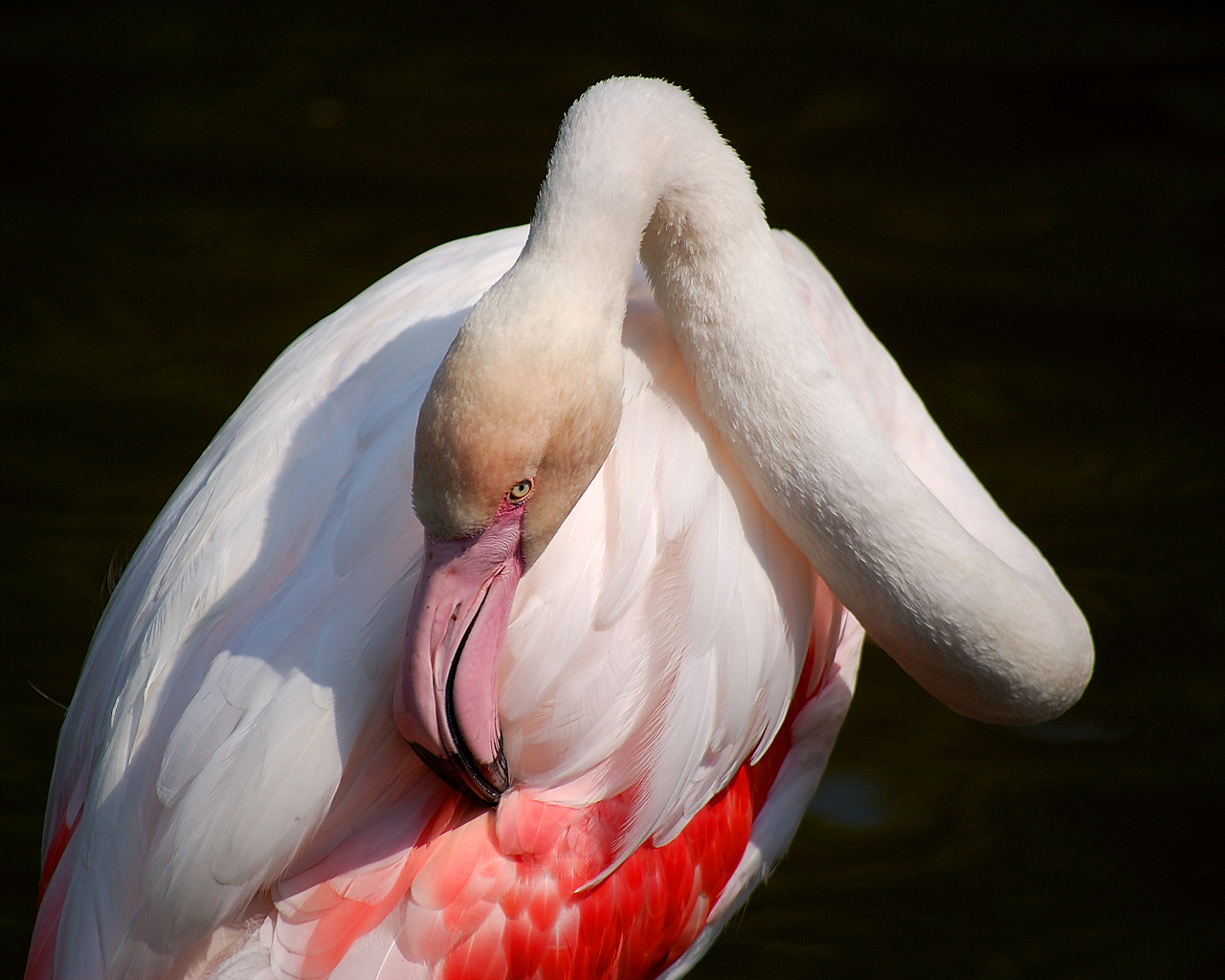
Charakterystyczny dziób pozwala flamingowi na odcedzanie pokarmu z wody

Zwierzęta i rośliny do 1 cm długości. Żerując, brodzą i zanurzają głowę w błocie, osadzie dennym lub w płytkiej wodzie w ten sposób, że szczęka górna znajduje się pod dolną (dziób jest lekko otwarty). Powoli krocząc i ruszając głową na boki, wyłapują drobne skorupiaki, mięczaki, owady, robaki i inne bezkręgowce, ale również glony, fragmenty roślin, ich nasiona – odcedzają je z wody i mułu dzięki specyficznie ukształtowanemu dziobowi z blaszkami. Gdy ten jest zamknięty, usuwane są przez nie zbędne elementy, takie jak piasek i woda. Dzięki temu z pokarmem wchłaniają niewielkie ilości soli.

## Status i ochrona
IUCN uznaje flaminga różowego za gatunek najmniejszej troski (LC, Least Concern) nieprzerwanie od 2004 roku, kiedy po raz pierwszy sklasyfikowano go jako osobny gatunek. Liczebność światowej populacji w 2015 roku, według szacunków organizacji Wetlands International, wynosiła 550–680 tysięcy osobników. Globalny trend liczebności populacji uznawany jest za wzrostowy.
Objęty w Polsce ścisłą ochroną gatunkową.
Wahania liczebności tego flaminga mogą być dość znaczne w poszczególnych latach. Duże znaczenie w sukcesie lęgowym mają wahania poziomu wód w zasiedlanych akwenach. Głównym antropologicznym zagrożeniem jest rozwój turystyki masowej i niepokojenie przez ludzi.